# 朝鲜自然公园

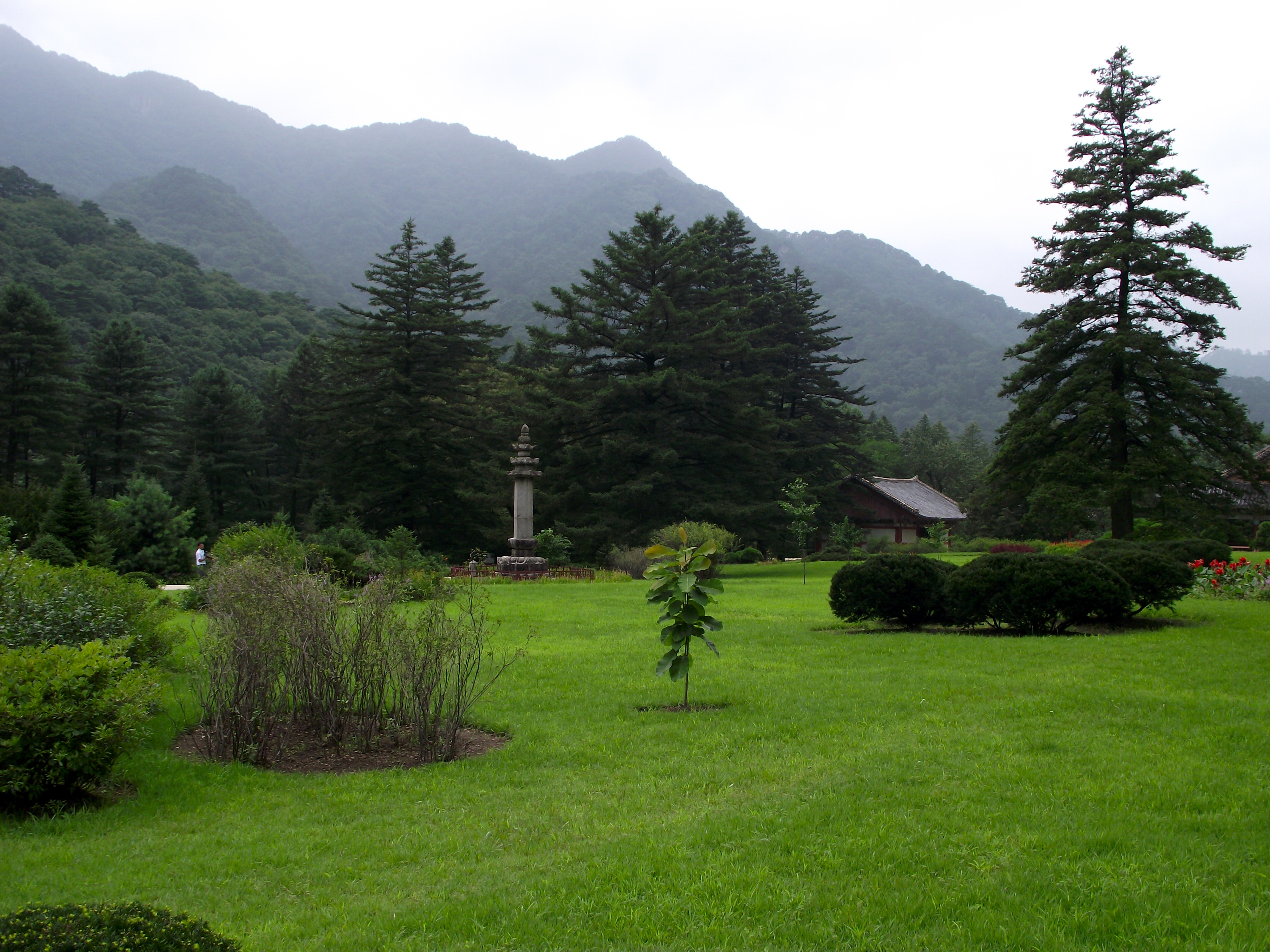
妙香山自然公园

朝鲜民主主义人民共和国的自然公园，在国际自然及自然资源保护联盟的保护地管理类别体系中可归类为国家公园。该国自于2003年重设其自然保护地体系以来，自然公园数目已由原先的21个增至80（或81，待考）个。《朝鲜民主主义人民共和国环境保护法》规定，设立自然环境保护区和特定保护区的工作，由朝鲜内阁负责。
下表是朝鲜于1995至1998年间设立的自然公园：
- 金刚山自然公园（金刚山观光地区）
- 通川自然公园（江原道）
- 雪峰自然公园（江原道）
- 松涛院自然公园（江原道）
- 七宝山自然公园（咸镜北道）
- 藩浦自然公园（咸镜北道）
- 赴战湖自然公园（咸镜南道）
- 白云山自然公园（咸镜南道）
- 妙香山自然公园（平安北道）
- 延丰湖自然公园（慈江道）
- 金城湖自然公园（平安南道）
- 九月山自然公园（黄海南道）
- 梦金浦自然公园（黄海南道）
- 长寿山自然公园（黄海南道）
- 石潭自然公园（黄海南道）
- 瑞兴湖自然公园（黄海北道）
- 正方山自然公园（黄海北道）
- 朴渊自然公园（黄海北道）
- 大城山自然公园（平壤直辖市）
- 卧牛岛自然公园（平安南道）
- 台城湖自然公园（平安南道）

下表是朝鲜于1995年设立的原“风景保护区”，其中之大部经于2003年转为“自然公园”：
- 水丰湖（平安北道）
- 满丰湖（平安北道）
- 泰川湖（平安北道）
- 龙门－百岭（平安北道）
- 长渊湖（咸镜北道）
- 温浦（咸镜北道）
- 松真山（咸镜北道）
- 长津湖（咸镜南道）
- 利原（咸镜南道）
- 三湖（咸镜南道）
- 头流山（咸镜南道）
- 虎岛半岛（咸镜南道）
- 银波湖（黄海北道）
- 康翎半岛（黄海南道）
- 丰西湖（两江道）
- 黄水院（两江道）
- 元峰湖（两江道）
- 渭原水库（慈江道）
- 云峰湖（慈江道）
- 松原水库（慈江道）
- 狼林湖（慈江道）
- 将子江湖（慈江道）
- 三防（江原道）
- 西海水闸（平安南道、黄海南道）

下表是朝鲜于2003年设立的其他自然公园：
- 龟岩湖
- 松岩洞窟